# Mmadikola
Mmadikola est une ville du Botswana.